# Nowozelandzka Partia Narodowa
Nowozelandzka Partia Narodowa (ang. New Zealand National Party, maori. Rōpū Nāhinara o Aotearoa) – nowozelandzka centroprawicowa partia polityczna o profilu konserwatywnym i liberalno-gospodarczym. Jedna z dwóch dominujących partii w Nowej Zelandii, obok Partii Pracy.

## Historia
Powstała w 1936 roku, z połączenia partii działających w opozycji do nowozelandzkiej Partii Pracy (przede wszystkim Partii Jedności, założonej 1927, sukcesorki Partii Liberalnej, i konserwatywnej Partii Reform, działających od 1931 w koalicji); jej utworzenie wiązało się z przegraną sił konserwatywnych w wyborach 1935 na rzecz Partii Pracy.
Tworzyła rząd w latach 1949–1957, 1960–1972, 1975–1984, 1990–1999, 2008–2017 i ponownie w od 2023.

## Program
Partia zrzesza członków o liberalnych i konserwatywnych poglądach. W czasie swoich rządów stale dążyła do obniżania podatków. 
Parlamentarzyści partii byli podzieleni w sprawie małżeństw osób tej samej płci w 2014 roku.

## Liderzy partii
| Nr  | Osoba             | Czas urzędowania     | Czas urzędowania     | Pozycja                                |
| --- | ----------------- | -------------------- | -------------------- | -------------------------------------- |
| 1   | Adam Hamilton     | 2 listopada 1936     | 26 listopada 1940    | lider opozycji 1936-1940               |
| 2   | Sidney Holland    | 26 listopada 1940    | 20 września 1957     | lider opozycji 1940-1949               |
| 2   | Sidney Holland    | 26 listopada 1940    | 20 września 1957     | premier 1949-1957                      |
| 3   | Keith Holyoake    | 20 września 1957     | 7 lutego 1972        | premier 1957                           |
| 3   | Keith Holyoake    | 20 września 1957     | 7 lutego 1972        | lider opozycji 1957-1960               |
| 3   | Keith Holyoake    | 20 września 1957     | 7 lutego 1972        | premier 1960-1972                      |
| 4   | Jack Marshall     | 7 lutego 1972        | 4 lipca 1974         | premier 1972                           |
| 4   | Jack Marshall     | 7 lutego 1972        | 4 lipca 1974         | lider opozycji 1972-1974               |
| 5   | Robert Muldoon    | 4 lipca 1974         | 29 listopada 1984    | lider opozycji 1974-1975               |
| 5   | Robert Muldoon    | 4 lipca 1974         | 29 listopada 1984    | premier 1975-1984                      |
| 5   | Robert Muldoon    | 4 lipca 1974         | 29 listopada 1984    | lider opozycji 1984                    |
| 6   | Jim McLay         | 29 listopada 1984    | 26 marca 1986        | lider opozycji 1984-1986               |
| 7   | Jim Bolger        | 26 marca 1986        | 8 grudnia 1997       | lider opozycji 1986-1990               |
| 7   | Jim Bolger        | 26 marca 1986        | 8 grudnia 1997       | premier 1990-1997                      |
| 8   | Jenny Shipley     | 8 grudnia 1997       | 8 października 2001  | premier 1997-1999                      |
| 8   | Jenny Shipley     | 8 grudnia 1997       | 8 października 2001  | lider opozycji 1999-2001               |
| 9   | Bill English      | 8 października 2001  | 28 października 2003 | lider opozycji 2001-2003               |
| 10  | Don Brash         | 28 października 2003 | 27 listopada 2006    | lider opozycji 2003-2006               |
| 11  | John Key          | 27 listopada 2006    | 12 grudnia 2016      | lider opozycji 2006-2008               |
| 11  | John Key          | 27 listopada 2006    | 12 grudnia 2016      | premier 2008-2016                      |
| (9) | Bill English      | 12 grudnia 2016      | 27 lutego 2018       | premier 2016-2017                      |
| (9) | Bill English      | 12 grudnia 2016      | 27 lutego 2018       | lider opozycji 2017-2018               |
| 12  | Simon Bridges     | 27 lutego 2018       | 22 maja 2020         | lider opozycji 2018-2020               |
| 13  | Todd Muller       | 22 maja 2020         | 14 lipca 2020        | lider opozycji 2020-2020               |
| -   | Nikki Kaye        | 14 lipca 2020        | 14 lipca 2020        | lider opozycji 2020-2020               |
| 14  | Judith Collins    | 14 lipca 2020        | 25 listopada 2021    | lider opozycji 2020-2021               |
| -   | Shane Reti        | 25 listopada 2021    | 30 listopada 2021    | lider opozycji 2021-2021               |
| 15  | Christopher Luxon | 30 listopada 2021    | nadal                | lider opozycji 2021-2023 premier 2023- |